# Helina xianggelilaensis
Helina xianggelilaensis este o specie de muște din genul Helina, familia Muscidae, descrisă de Xue, Feng și Tong în anul 2005. Conform Catalogue of Life specia Helina xianggelilaensis nu are subspecii cunoscute.